# Cả Tam
Cả Tam (20 tháng 7 năm 1888 – 30 tháng 3 năm 1971) là một nghệ nhân hát chèo Việt Nam. Bà là một trong những nghệ nhân có công khôi phục vốn chèo cổ đồng thời có đóng góp lớn cho việc hiện đại hoá chèo trong thế kỷ 20.

## Cuộc đời
Cả Tam tên thật là Trịnh Thị Lan, sinh ngày 20 tháng 7 năm 1888, quê tại huyện Cẩm Bình, tỉnh Hải Dương, sinh ra trong một gia đình nghèo có truyền thống chèo. Từ nhỏ, bà đã được cha cho đi học nghề, nhưng bị các thầy chê vụng và đuổi đi. Năm 8 tuổi, bà được cụ Kép tổng thu nhận. Ba năm sau, bà chính thức được diễn chèo. Năm 16 tuổi, bà ra Hà Nội, đi hát tại các rạp và gánh hát. Sau khi Sán Nhiên đài thành lập, khi đã 40 tuổi, bà liền tham gia trào lưu chèo cải lương và chèo văn minh. Sau khi trào lưu chèo cải lương suy tàn, bà theo gánh hát của ông Trùm Thịnh về nông thôn biểu diễn cho tới năm 1939. Khi các chiếng chèo đi xuống, bà đành phải chuyển nghề, thậm chí thề vĩnh biệt nghề Tổ.
Sau Cách mạng tháng Tám, Cả Tam theo mọi người đi tản cư. Năm 1953, bà tham gia Đoàn văn công nhân dân Trung ương tại chiến khu Việt Bắc. Năm 1955, bà hoạt động trong Đoàn chèo Trung ương (nay là Nhà hát Chèo Việt Nam). Bà còn tham gia Ban nghiên cứu chèo cùng các nghệ nhân khác như Năm Ngũ, Dịu Hương, Trùm Thịnh, Lý Mầm, nghiên cứu và bảo tồn và phát triển nhiều làn điệu chèo cổ. Ngoài ra bà còn dạy chèo tại trường Kịch nghệ dân tộc, đào tạo nhiều thế hệ diễn viên chèo.
Bà nổi tiếng qua những vai chèo cổ như Trinh Nguyên, Đào Huế và cả những vai hiện đại như già Đa trong "Tấm Cám", bà Mây trong "Nông thôn tươi sáng" (Trần Bảng). Bà được đánh giá là có lối diễn giản dị và sắc sảo, thể hiện tài năng độc đáo trong nghệ thuật nói sử (lối nói cơ bản của hát chèo).
Cả Tam qua đời vào ngày 30 tháng 3 năm 1971. Bà cùng nghệ nhân Trùm Thịnh được tặng thưởng Huân chương Lao động hạng Ba vào ngày 7 tháng 2 năm 1964 và được truy tặng danh hiệu Nghệ sĩ Nhân dân vào năm 1984.

## Di sản
Trong số những học trò của Cả Tam, người được đánh giá cao nhất là nghệ nhân Phó Thị Kim Đức, học sinh lớp giáo sinh chèo, lớp đào tạo giáo viên dạy chèo đầu tiên sau năm 1954 được mở tại Trường Sân khấu – Điện ảnh Việt Nam. 
Cháu nội của Cả Tam là Đoàn Thanh Bình, là người duy nhất được trao giải Người có giọng hát hay nhất làng Chèo toàn quốc năm 1993.